# 王棱卉
王棱卉（2009年5月3日—）是獲得「2021總統教育獎」的學生，他因照顧罹患肌萎缩性脊髓侧索硬化症的父親和家人獲得國語日報主辦的「二○二一兒童少年好Young人物」「品德勇氣類」得主。